# Codesegment
Das Codesegment ist der Teil eines Anwendungsprogramms, in dem die expliziten Maschinen-Codes (Opcodes) stehen, die an den Prozessor geleitet und dann ausgeführt werden. Ein Codesegment enthält also Anweisungen (Befehle) für den Rechner, die dieser ausführen soll.
Das Codesegment wird vom Compiler aus dem Quellcode der Anwendung übersetzt. Aus dem Codesegment kann man mit Hilfe eines Disassemblers wieder Quellcode (Assembler-Code) zurückgewinnen. Der Begriff „Codesegment“ bezeichnet sowohl den Anweisungsbereich in der Programmdatei, als auch den Bereich des Arbeitsspeichers mit dem zur Ausführung geladenen Programm.
Nach dem Laden des Programms durch das Betriebssystem arbeitet der Prozessor die Befehle im Codesegment Schritt für Schritt ab, bis in der Anwendung eine Abbruchbedingung eintritt, die die Beendigung der Anwendung einleitet.